# Martyna Prawdzik
Martyna Sawicka z domu Prawdzik (ur. 11 grudnia 1988) – polska judoczka.
Zawodniczka WKS Śląsk Wrocław (2001-2006). Brązowa medalistka Pucharu Europy Kadetek w Szczyrku 2004. Wicemistrzyni Polski seniorek 2005 w kategorii do 48 kg. Ponadto brązowa medalistka mistrzostw Polski juniorek 2006 i mistrzyni Polski kadetek 2004.